# Opacitate

Comprație între termeni: 1. opacitate, 2. transluciditate, și 3. transparență

Opacitatea este o măsură a impenetrabilității la radiațiile electromagnetice sau la alte tipuri de radiații, în special lumina vizibilă. În transferul radiativ, aceasta descrie absorbția și împrăștierea radiației într-un mediu, cum ar fi o plasmă, un dielectric, un material de ecranare, sticlă etc.